# Crispy Ambulance
Pour les articles homonymes, voir Ambulance (homonymie).
Crispy Ambulance est un groupe de post-punk britannique, originaire de Manchester, en Angleterre.

## Biographie
Crispy Ambulance est formé à Manchester en 1977 par Alan Hempsall (chant) et Robert Davenport (guitare) puis avec Keith Darbyshire (basse) et Gary Madeley (batterie). Le groupe est formé après le concert légendaire des Sex Pistols, et après la formation influente de Magazine. Le groupe joue son premier concert le 1er janvier 1978 au Spurley Hey Youth Centre.
Après un premier 45 tours auto-produit, intitulé From the Cradle to the Grave (single), (Aural Assault, 1980), le groupe rejoint le label Factory Records par l'entremise de Rob Gretton. Les singles Unsightly and Serene (Deaf/Not What I Expected) (Factory, 1980) et Live on a Hot August Night (Factory Benelux, 1981, produit par Martin Hannett précèdent l’album The Plateau Phase (Factory Benelux, 1981), et un dernier single Sexus (Factory Benelux, 1981). The Plateau Phase reçoit cinq étoiles de la part du magazine Sounds.
Le groupe développe un style original qui attire une modeste attention internationale. Tout comme Section 25, la critique musicale les considérait comme des copieurs de Joy Division. En avril 1980, le chanteur Alan Hempsall est amené à assurer la partie vocale à un concert de Joy Division - Ian Curtis étant victime de crises d'épilepsie -, concert qui se termine en bagarre,. 
Le groupe a souvent joué en première partie de Joy Division et de Killing Joke. Puis le groupe fait une douzaine de concerts à Londres et dans le nord de l’Angleterre et une petite tournée européenne de Factory Records avec Section 25 en janvier 1982. Ils enregistrent aussi une Peel Session pour John Peel de la BBC Radio One. Crispy Ambulance se dissout à la fin 1982, après Fin, un album live de chansons de cette période et non enregistrées. Un autre album, Frozen Blood, inclut une John Peel session à la BBC en 1981. Les quatre membres continuèrent peu de temps comme Ram Ram Kino, réalisant un single, Advantage.
L’équipe originale se reforme en 1999, et sort deux albums studio, Cissorgun (2002) et The Powder Blind Dream (2004), ainsi qu’un album live, Accessory After the Fact. Le groupe fait une petite tournée en Amérique du Nord en 2002.
Il se reforme une nouvelle fois en 2014 et reviennent en tournée. Crispy Ambulance publie aussi un instrumental presque totalement instrumental en 2016, intitulé Random Textures.

## Discographie

### Albums studio
- 1982 : The Plateau Phase (Factory Benelux) (23e des charts britanniques indépendants[6])
- 2002 : Scissorgun (LTM)
- 2004 : The Powder Blind Dream (LTM)
- 2015 : Compulsion (Factory Benelux, spécial Record Store Day)
- 2016 : Random Textures (Factory Benelux (double CD avec Compulsion)

### Compilations
- 1983 : The Blue and Yellow (of the Yacht Club) (C.A. Tapes)
- 2000 : Frozen Blood (LTM)

### Albums live
- 1983 : Open, Gates of Fire (C.A. Tapes)
- 1985 : Fin (LTM)
- 1999 : Accessory After the Fact (LTM)

### Singles
- 1980 : From the Cradle to the Grave (Aural Assault)
- 1981 : Unsightly and Serene (Factory, 27e[6])
- 1981 : Live on a Hot August Night (Factory Benelux)
- 1984 : Sexus (Factory Benelux)